# Laboratório Nacional de Brookhaven
O Laboratório Nacional de Brookhaven (ou BNL, de Brookhaven National Laboratory) é um laboratório nacional do Departamento de Energia dos Estados Unidos situado em Upton (Nova Iorque), em Long Island, a cerca de 90 quilómetros a este da cidade de Nova Iorque, numa antiga base do exército americano. Funciona desde 1947 e nele foi desenvolvida investigação que conduziu a sete prêmios Nobel. Neste laboratório encontra-se o Colisor Relativístico de Íons Pesados (ou Colisionador Relativístico de Iões Pesados), ou RHIC (Relativistic Heavy Ion Collider) em inglês.
Em Brookhaven é desenvolvida investigação nas áreas da física nuclear, física de partículas, ciência e tecnologia da energia, ambiente, nanociência e segurança nacional. O campus contêm várias estruturas de investigação importantes, incluindo, além do RHIC, o National Synchrotron Light Source II.

## Maior temperatura já obtida
Utilizando um acelerador de partículas, cientistas do laboratório obtiveram em 15 de fevereiro de 2010, por alguns milésimos de segundos, a temperatura de 4 trilhões de graus Celsius, a maior temperatura já obtida na história. Esta temperatura é suficiente para desintegrar a matéria, podendo derreter prótons e nêutrons. Espera-se que a experiência sirva para explicar como e por que o universo foi formado.